# Tokyo Metro série 17000
La série 17000 (17000系, 17000-kei) du Tokyo Metro est un type de rame automotrice exploitée depuis 2021 sur les lignes Fukutoshin et Yūrakuchō du métro de Tokyo au Japon.

## Description
Les rames série 17000 sont composées de 10 voitures ou de 8 voitures (pour les services interconnectées avec les lignes Tōkyū Tōyoko et Minatomirai).
L'espace voyageurs se compose de banquettes longitudinales. Des sièges prioritaires sont installés aux extrémités de chaque voitures.

## Histoire
La première rame est entrée en service le 21 février 2021. Les rames série 17000 vont progressivement remplacer les rames série 7000.
La série a remporté un Good Design Award en 2020 et un Laurel Prize en 2022.

## Services
Affectées aux lignes de métro Fukutoshin et Yūrakuchō, les rames circulent également sur les lignes de banlieue interconnectées :
- ligne Tōbu Tōjō,
- ligne Seibu Yūrakuchō,
- ligne Seibu Ikebukuro,
- ligne Tōkyū Tōyoko,
- ligne Minatomirai.

## Galerie photos

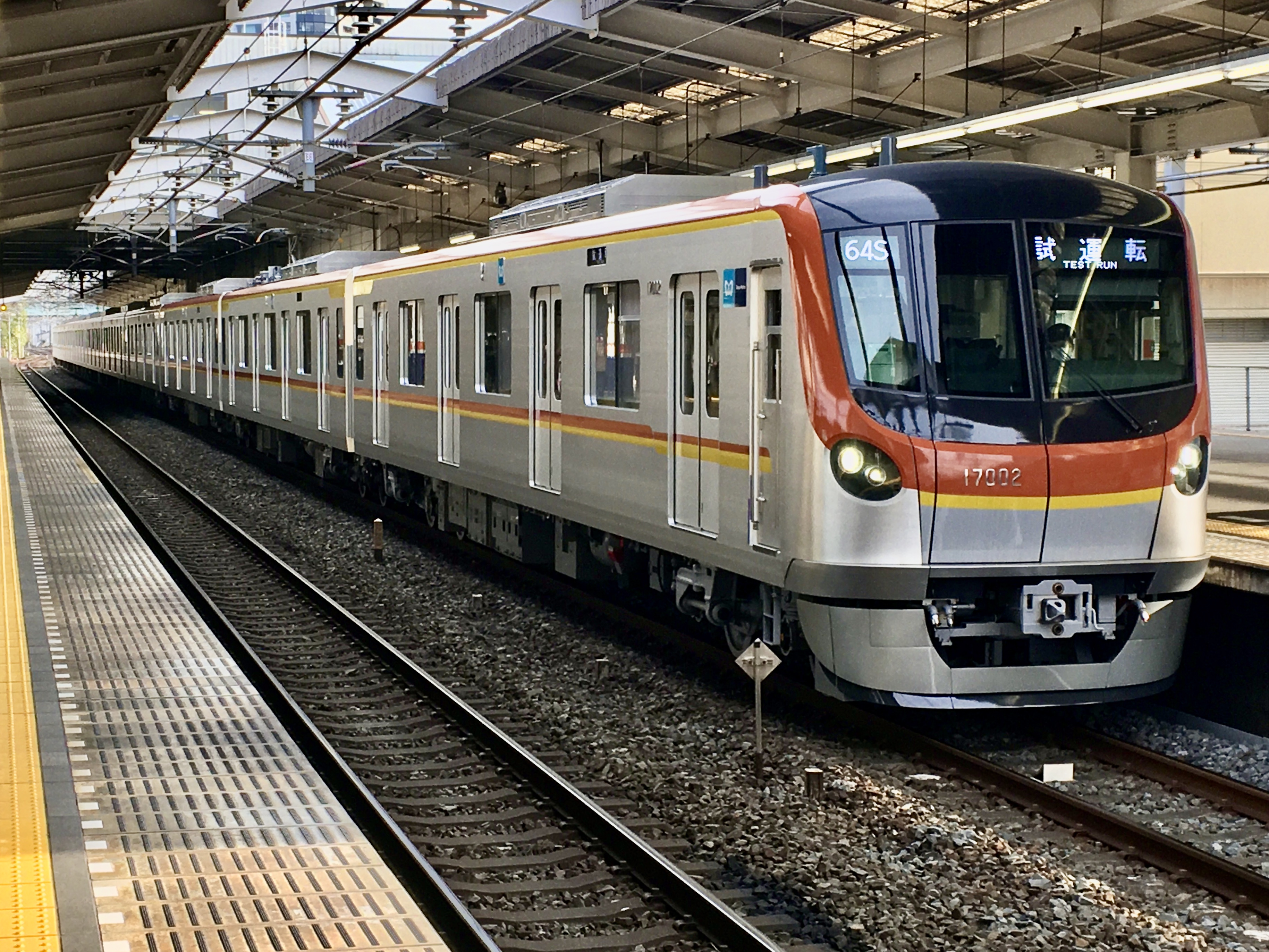
Une rame à la gare de Fujimino.
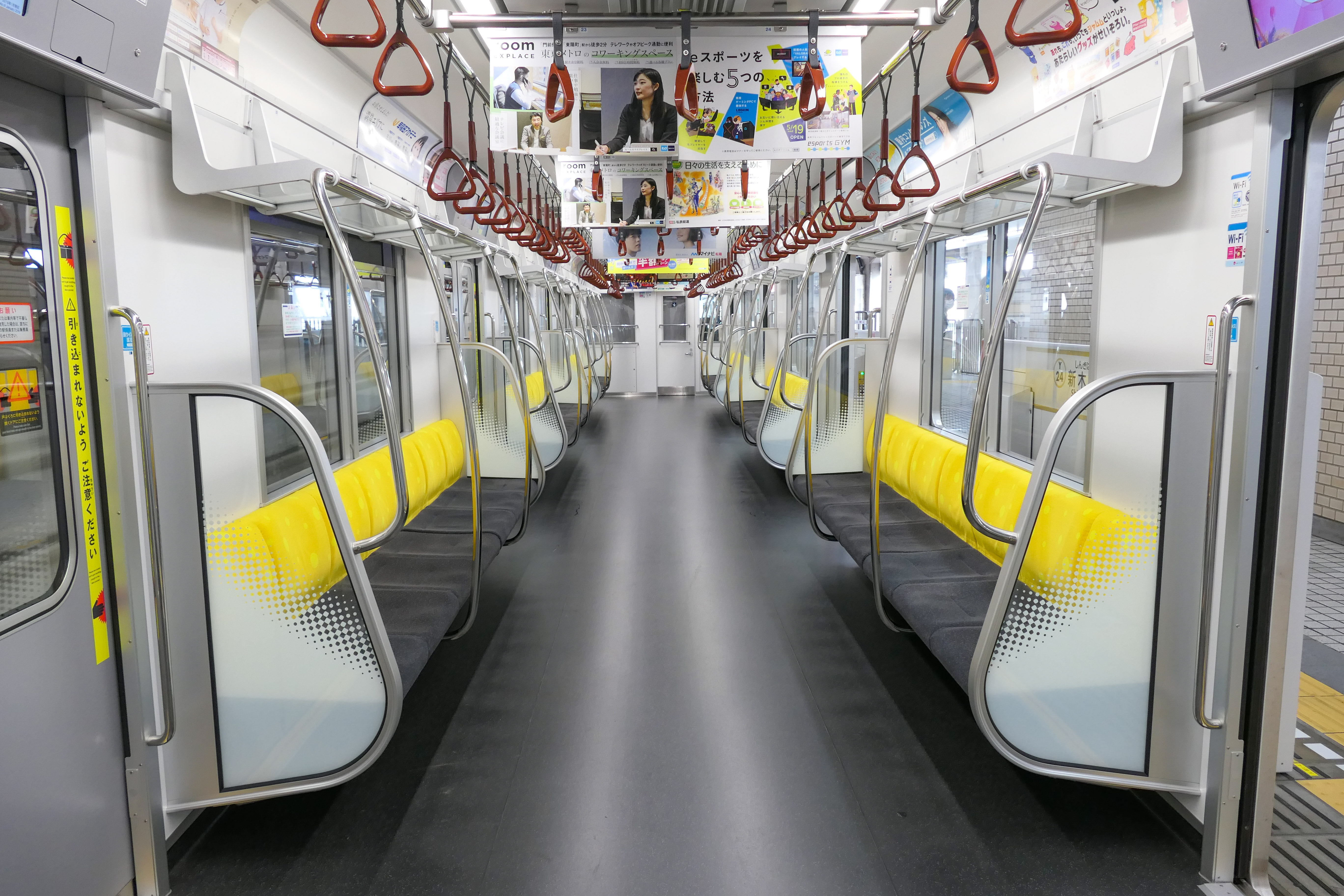
Intérieur de la rame.
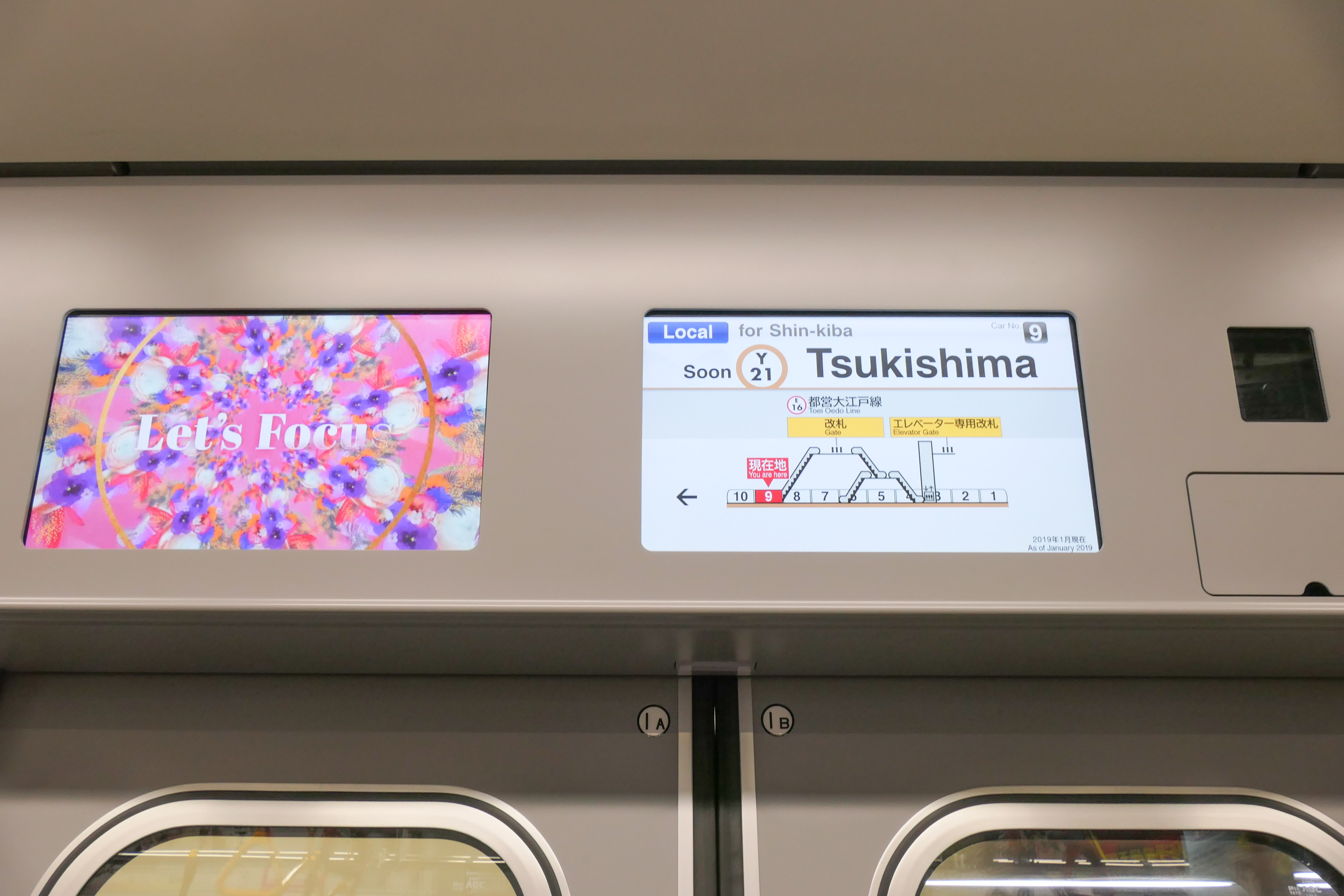
Ecrans d'information voyageurs.